# Маклуфи, Ульд
Ульд Маклуфи (фр. Ould Makloufi; род. 26 мая 1944 в Алжере, Франция) — алжирский боксёр-профессионал выступавший во второй полулёгкой и лёгкой весовых категориях. Чемпион по версии Африканского боксёрского союза (ABU; 1973 — 1975) и претендент на титул чемпиона мира по версии Всемирного боксёрского совета (WBC; 1975).

## Карьера
Ульд Маклуфи дебютировал на профессиональном ринге 27 марта 1966 года победив техническим нокаутом француза Альдо Асаро (14 поражений и 2 ничьи), но уже во втором своём поединке проиграл техническим нокаутом Жоржу Местдагу, у которого до поединка было 4 поражения в 4 поединках. Первые 45 поединков в профессиональной карьере Маклуфи были рейтинговыми (на кону не стоял никакой титул). За это время, он успел встретиться в ринге и выиграть у таких боксёров как Доменико Чилоиро (чемпион по версии EBU 1972), Хосе Фернандес (претендент на титул чемпион мира по версии WBC 1976), Доминик Аззаро (претендент на титул чемпиона по версии EBU 1973) и Томмазо Галли (чемпион по версии EBU 1965—1966, 1969—1970, 1971—1972).
В своём 46-м поединке, 15 декабря 1973 года вышел на ринг против ганского боксёра Джо Тетте (45-26-5) и победив его по очкам, выиграл вакантный титул чемпиона по версии Африканского боксёрского союза. В своём следующем поединке потерпел поражение от панамца Антонио Амаи, который ранее трижды был претендентом на чемпионские титулы по версиям WBC и WBA. 27 марта 1975 года вышел на поединок против чемпион мира по версии WBC Сибаты Кунияки, но проиграл тому единогласным судейским решением. Затем, 27 ноября того же года Маклуфи побели в поединок против Абду Факыха и защитил титул чемпиона Африканского боксёрского союза. После боя с Факыхом, Ульд провёл ещё пять рейтинговых поединков, в которых одержал победу. Одним из пяти его последних соперников был бывший чемпион мира по версии WBC Рикардо Арредондо (75-12-1). Последний свой поединок Маклуфи провёл в феврале 1977 года.
Всего за свою профессиональную карьеру Маклуфи провёл 56 поединков, в 45 одержал победу (в 20 из них она была досрочной), потерпел девять поражений (из них четыре были досрочными) и два поединка завершились вничью.